# Grand Prix Formule 1 van Japan 2001
De Grand Prix Formule 1 van Japan 2001 werd gehouden op 14 oktober 2001 op Suzuka in Suzuka.

## Uitslag
| Positie | Nummer | Rijder                | Team               | Ronden | Tijd/Opgave     | Startplaats | Punten |
| ------- | ------ | --------------------- | ------------------ | ------ | --------------- | ----------- | ------ |
| 1       | 1      | Michael Schumacher    | Scuderia Ferrari   | 53     | 1:27:33.298     | 1           | 10     |
| 2       | 6      | Juan Pablo Montoya    | Williams-BMW       | 53     | +3.154          | 2           | 6      |
| 3       | 4      | David Coulthard       | McLaren - Mercedes | 53     | +23.262         | 7           | 4      |
| 4       | 3      | Mika Häkkinen         | McLaren - Mercedes | 53     | +35.539         | 5           | 3      |
| 5       | 2      | Rubens Barrichello    | Scuderia Ferrari   | 53     | +36.544         | 4           | 2      |
| 6       | 5      | Ralf Schumacher       | Williams-BMW       | 53     | +37.122         | 3           | 1      |
| 7       | 8      | Jenson Button         | Benetton Formula   | 53     | +1:37.102       | 9           |        |
| 8       | 11     | Jarno Trulli          | Jordan-Honda       | 52     | +1 Ronde        | 8           |        |
| 9       | 16     | Nick Heidfeld         | Sauber - Petronas  | 52     | +1 Ronde        | 10          |        |
| 10      | 10     | Jacques Villeneuve    | BAR-Honda          | 52     | +1 Ronde        | 14          |        |
| 11      | 21     | Fernando Alonso       | Minardi            | 52     | +1 Ronde        | 18          |        |
| 12      | 22     | Heinz-Harald Frentzen | Prost Grand Prix   | 52     | +1 Ronde        | 15          |        |
| 13      | 9      | Olivier Panis         | BAR-Honda          | 51     | +2 Rondes       | 17          |        |
| 14      | 15     | Enrique Bernoldi      | Arrows - Asiatech  | 51     | +2 Rondes       | 20          |        |
| 15      | 14     | Jos Verstappen        | Arrows - Asiatech  | 51     | +2 Rondes       | 21          |        |
| 16      | 20     | Alex Yoong            | Minardi            | 50     | +3 Rondes       | 22          |        |
| 17      | 7      | Giancarlo Fisichella  | Benetton Formula   | 47     | Versnellingsbak | 6           |        |
| Ret     | 19     | Pedro de la Rosa      | Jaguar Racing      | 45     | Olielek         | 16          |        |
| Ret     | 23     | Tomáš Enge            | Prost Grand Prix   | 42     | Remmen          | 19          |        |
| Ret     | 18     | Eddie Irvine          | Jaguar Racing      | 24     | Benzine         | 13          |        |
| Ret     | 17     | Kimi Räikkönen        | Sauber - Petronas  | 5      | Botsing         | 12          |        |
| Ret     | 12     | Jean Alesi            | Jordan-Honda       | 5      | Botsing         | 11          |        |

## Wetenswaardigheden
- Laatste race: Jean Alesi, Mika Häkkinen, Tomáš Enge.
- Laatste race (team): Prost, Benetton Formula. Prost is bankroet, Benetton werd overgenomen en hernoemd tot Renault.
- Dit was de laatste race van Kimi Räikkönen voor het Sauber-team, in 2002 vertrok hij naar McLaren om Mika Häkkinen te vervangen. Hij blijft bij McLaren tot 2006.
- Dit was de laatste race dat McLaren met Bridgestone-banden reed tot alle teams Bridgestone-banden gingen gebruiken in 2007. Ze vervingen Bridgestone door Michelin-banden.
- Het was de laatste Formule 1-race die in Hongarije werd uitgezonden door MTV, RTL KLUB nam het over vanaf 2002 tot nu.

## Statistieken
| Snelste ronde | Ralf Schumacher | Williams-BMW | 1:36.944 |

## Noot
- Michael Schumacher breidde zijn record uit door de Grote Prijs van Japan voor de vierde keer te winnen (eerdere overwinningen waren in 1995, 1997 en 2000).
- Vierde wereldtitel en tweede opeenvolgende wereldtitel voor Michael Schumacher en voor een Duitse coureur. Door zijn titel succesvol te verdedigen, evenaarde hij het record van Alberto Ascari (1953), Juan Manuel Fangio (1955), Jack Brabham (1960), Alain Prost (1986), Ayrton Senna (1991), zijn eigen record (1995), en Mika Häkkinen (1999). Schumacher werd de derde coureur die minstens vier wereldtitels op zijn naam had staan, na Juan Manuel Fangio (1956) en Alain Prost (1993).

1976 · 1977 · 1987 · 1988 · 1989 · 1990 · 1991 · 1992 · 1993 · 1994 · 1995 · 1996 · 1997 · 1998 · 1999 · 2000 · 2001 · 2002 · 2003 · 2004 · 2005 · 2006 · 2007 · 2008 · 2009 · 2010 · 2011 · 2012 · 2013 · 2014 · 2015 · 2016 · 2017 · 2018 · 2019 · 2022 · 2023 · 2024 · 2025